# Запольский, Глеб Владимирович
Глеб Владимирович Запольский (1897 — 1951) — капитан лейб-гвардии Волынского полка, герой Первой мировой войны, участник Белого движения.

## Биография
В 1914 году окончил Суворовский кадетский корпус и поступил в Павловское военное училище, по окончании ускоренного курса которого 1 декабря 1914 года был произведен в прапорщики. 1 августа 1915 года произведен в подпоручики, а 12 ноября того же года переведен в лейб-гвардии Волынский полк. Удостоен ордена Св. Георгия 4-й степени
За то, что, будучи в чине подпоручика, в бою 17 июля 1916 года у д. Остров-Волосовский, командуя ротой, штыковым ударом овладел предмостным укреплением, первым перешел р. Стоход, выбил противника из двух линий окопов на левом берегу и удержался на нем, отбив все контр-атаки.
Был командиром роты Его Величества. Произведен в поручики 10 августа 1916 года, в штабс-капитаны — 28 апреля 1917 года, в капитаны — 1 августа того же года.
С началом Гражданской войны прибыл на Дон в Добровольческую армию. Участвовал в 1-м Кубанском походе в 3-й роте Офицерского полка, затем — в 4-м батальоне 1-го Офицерского (Марковского) полка. С 28 сентября 1918 года перешел в Сводно-гвардейский полк, в 1919 году — старший адъютант штаба Гвардейской пехотной бригады, в Русской армии в 1920 году — командир роты своего полка в Сводно-гвардейском полку, подполковник.
В эмиграции во Франции. Окончил Высшие инженерные курсы, работал инженером. Во время Второй мировой войны служил во французской армии в чине су-лейтенанта. Умер в 1951 году в Париже. Похоронен на кладбище Триво в Мёдоне.

## Награды
- Орден Святого Станислава 3-й ст. с мечами и бантом (ВП 29.04.1916)
- Орден Святой Анны 4-й ст. с надписью «за храбрость» (ВП 11.08.1916)
- Орден Святой Анны 3-й ст. с мечами и бантом (ВП 28.08.1916)
- Орден Святого Георгия 4-й ст. (ПАФ 4.03.1917)